# Barfüsserkirche (Basel)

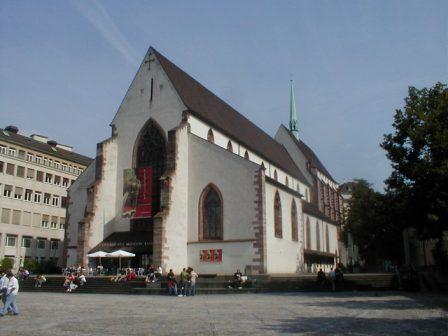
Die Barfüsserkirche & Historisches Museum Basel, im August 2005

Die Barfüsserkirche (früher auch Franziskanerkirche) steht in der Schweizer Stadt Basel, ist eine ehemalige Klosterkirche und beherbergt heute das Museum für Geschichte des Historischen Museums Basel. An zentraler Lage in der Innenstadt von Grossbasel gelegen, dominiert der Kirchenbau den Barfüsserplatz.

## Vorgeschichte
Seit 1231 waren Brüder des Bettelordens der Franziskaner, im deutschsprachigen Raum auch als Barfüsser bezeichnet, in der Stadt Basel ansässig. Zuerst waren sie ausserhalb der Stadtmauer am heutigen Petersgraben, wo nach ihnen das Kloster Gnadental errichtet wurde. 1250 erhielten sie von Bischof Berthold von Pfirt das Recht, sich innerhalb der Stadtmauern anzusiedeln. Dort entstand zwischen 1253 und 1256 eine erste Klosterkirche. 1298 brannte diese nieder.

## Klosterkirche

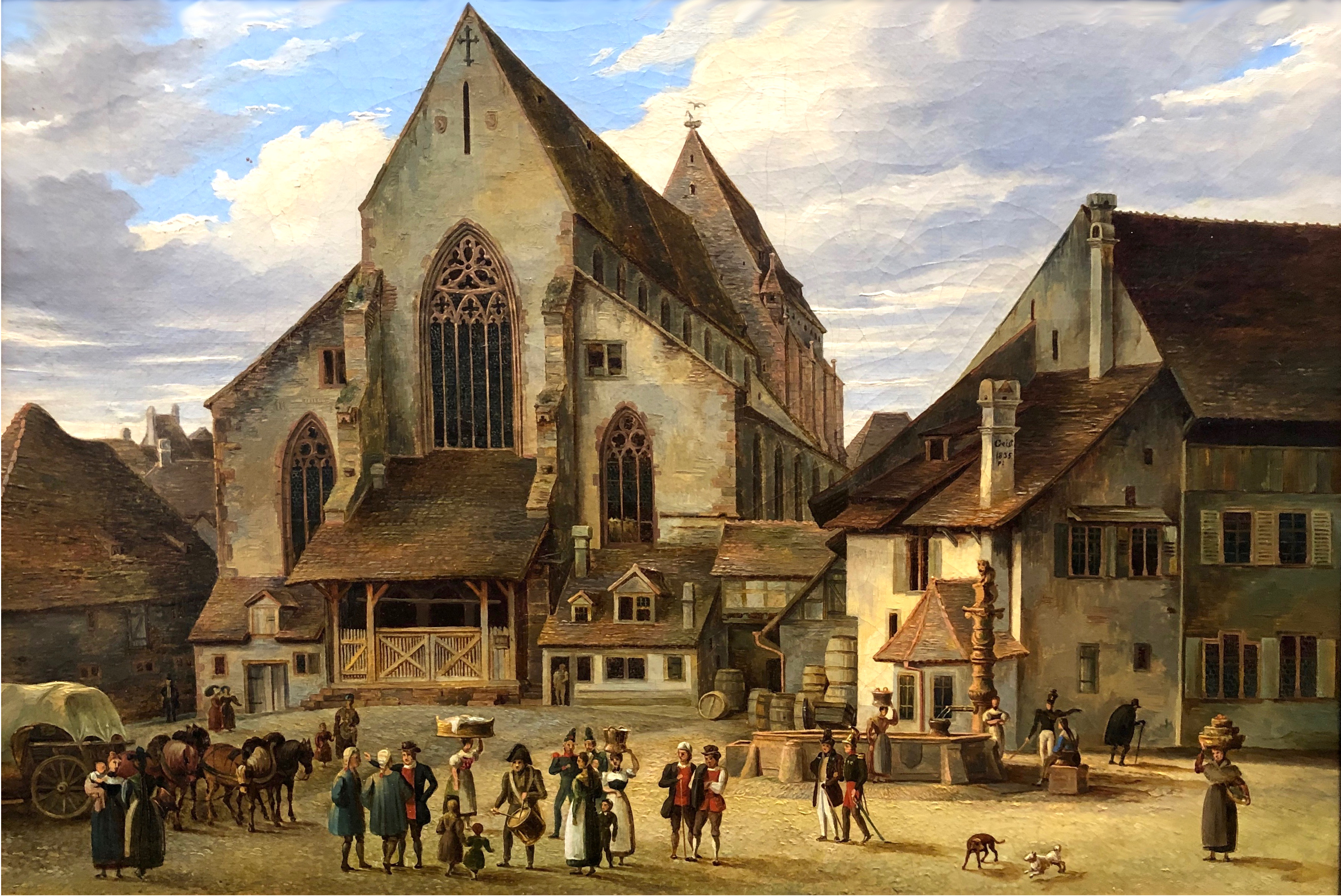
Um 1835

Nach dem Brand von 1298 wurde, mit Unterstützung des Bischofs von Basel, die spätgotische Barfüsserkirche im Stil einer Bettelordenskirche erbaut. Die Kirche bekam ein flachgedecktes Langhaus und einen Chor mit Glasgemälden und einem Lettner. Der Chor der Barfüsserkirche zählt mit seiner Höhe und der dichten Fensterfolge zu den aufregendsten Raumschöpfungen am Oberrhein. Offenbar wurde bereits vor dem Brand ein Neubau der Kirche geplant. Nach dem Brand erfolgte ein umfassender Neubau: Die Kirche wurde stadtwärts verschoben, alte Gebäudeteile wurden aber integriert. Der Einbezug alter Bauteile bei gleichzeitiger Verschmälerung des Mittelschiffs bewirkte die bis heute sichtbare Asymmetrie der Stirnseite zum Barfüsserplatz.
Im Oktober 1975 wurde in einem Grab die Mumie einer Frau entdeckt, die als Anna Catharina Bischoff identifiziert werden konnte.

## Waren- und Salzlager
Wie vielen anderen Klosterkirchen erging es auch der Barfüsserkirche während der Reformation im 1529 mit dem Bildersturm von Basel. Sie wurde geplündert und teilweise demoliert. So wurden die Glasgemäldefenster und der Lettner zerstört und die Kirche musste durch das Kloster aufgegeben werden. Der zur Barfüsserkirche gehörende Laien-Friedhof wurde 1529 zu einem öffentlichen Platz umgestaltet und die Kirche schrittweise profaniert. So benützte die Stadt die Barfüsserkirche als Warenlager und später als Salzlager, was an der Bausubstanz grossen Schaden anrichtete. 1882 sollte die Kirche abgebrochen werden, der Grosse Rat beschloss jedoch mit knapper Mehrheit deren Erhalt.

## Historisches Museum Basel

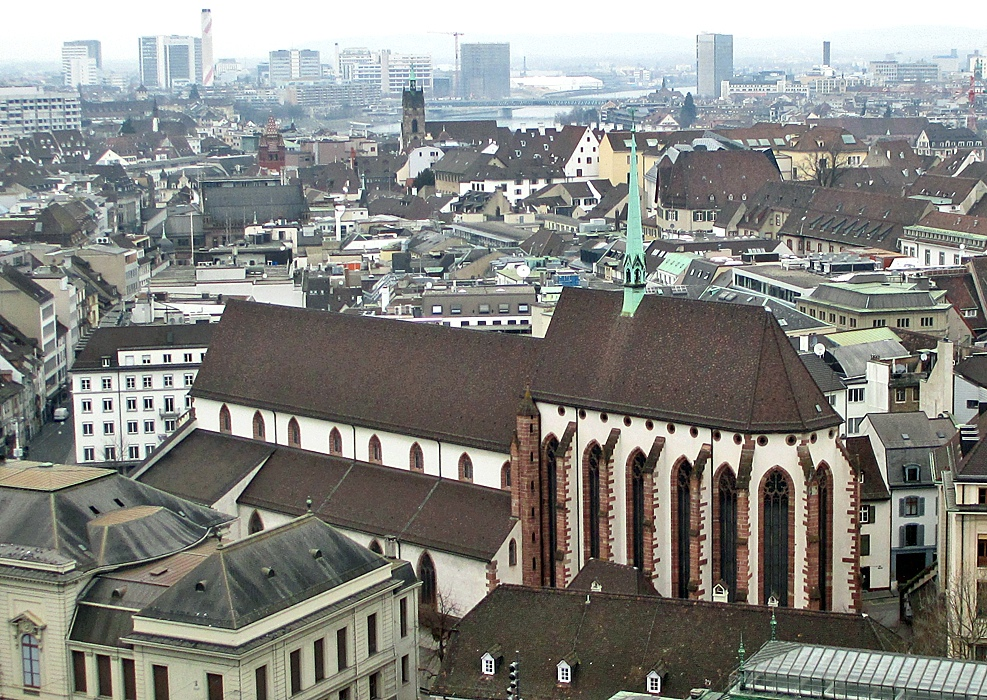
Barfüsserkirche, Gesamtansicht, 2014

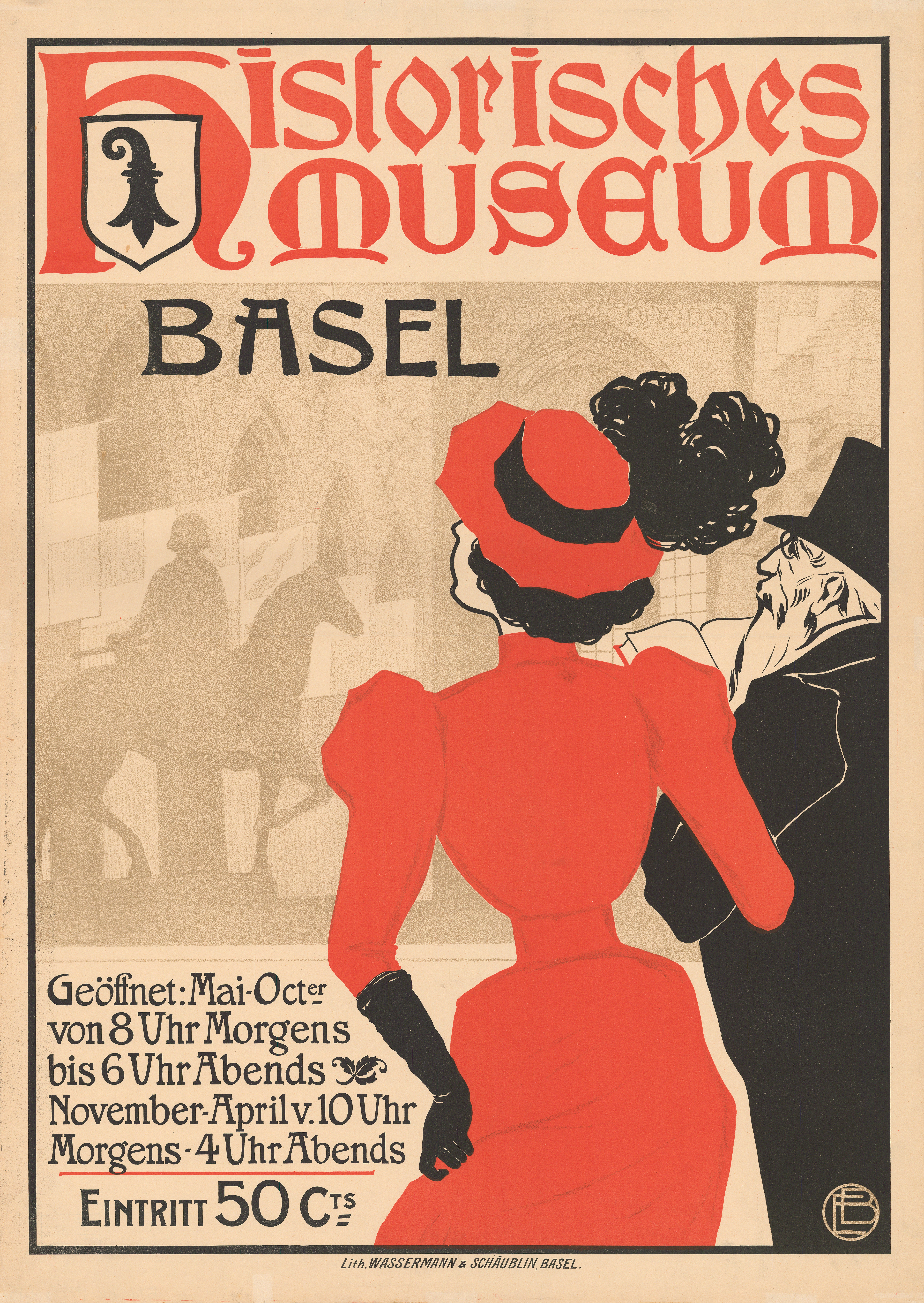
Plakat zur Eröffnung des Historischen Museums Basel im Jahr 1894

Zwischen 1890 und 1894 bauten die Architekten-Gebrüder Gustav und Julius Kelterborn die Barfüsserkirche zum Historischen Museum des Kantons Basel-Stadt um. Dabei wurden die Seitenschiffe verkleinert, das Dach umgebaut und unter anderem der Westgiebel erhöht. Um Stellfläche zu gewinnen, zog man zudem in den Seitenschiffen Emporen ein.
Zwischen 1975 und 1981 musste wegen der immer noch wirkenden Salzrückstände das Gebäude restauriert werden und die früheren Umbauten wurden rückgängig gemacht. So wurden die seitlichen Emporen wieder herausgerissen, die Mittelschiffpfeiler ausgewechselt, der 1843 abgebrochene Lettner rekonstruiert und der Kirchenraum neu geweiht. Das Untergeschoss wurde erweitert und zusätzliche Ausstellungsräume eingebaut.